# Dienstflagge des Bundes

Bundesdienstflagge der Republik Österreich

Die Dienstflagge des Bundes (kurz: Bundesdienstflagge) zeigt das österreichische Bundeswappen, welches gleichmäßig in die beiden roten Streifen der Nationalflagge hineinreicht. Dabei soll die obere Schnabelkante des Bundeswappens mit dem oberen roten Streifen abschließen und das Stielende des Hammers den unteren roten Streifen berühren. Das Verhältnis der Höhe der Dienstflagge zu ihrer Länge ist zwei zu drei. Dies gilt auch für die rot-weiß-rote Seeflagge.
Das Führen der Dienstflagge des Bundes steht dem Bundespräsidenten, den Präsidenten des Nationalrates, dem Vorsitzenden des Bundesrates, dem Präsidenten und dem Vizepräsidenten des Rechnungshofes, den Mitgliedern der Bundesregierung, den Staatssekretären, den Mitgliedern der Volksanwaltschaft, dem Landeshauptmann als Organ der mittelbaren Bundesverwaltung, den Behörden, Ämtern, Anstalten und sonstigen Dienststellen des Bundes, den Österreichischen Bundesforsten, dem Bundesheer, sowie den Universitäten und Hochschulen zu.
Das unberechtigte Führen der Dienstflagge des Bundes ist eine Verwaltungsübertretung, die mit Verwaltungsstrafe bis zu 3.600 Euro bestraft werden kann.